# おまかせ!山田商会
『おまかせ!山田商会』（おまかせ やまだしょうかい）は、1993年4月23日から1996年3月15日までテレビ東京系列局で放送されていたテレビ東京製作のバラエティ番組である。放送時間は毎週金曜 19時00分 - 19時54分（日本標準時）。

## 概要
山田邦子が司会を務めていた番組で、出演芸能人たちが様々な日雇いバイトを体験しては報酬を得ていた。そしてその報酬を貯金していき、額がある程度貯まったら「世のため人のため」に使うという企画をメインに据えていた。しかし、放送が進むにつれて様々なサブコーナーが誕生し、最終的には1コーナーのみとなった。

サブコーナーには、伊集院光が様々な新ビジネスを提案・実験してみるコーナーや、ドッジボール対決企画、町おこし企画などがあった。宇都宮市が餃子の街として有名になったのは、この番組の町おこし企画がきっかけとなっている。餃子像も同企画で作られたものである。

宇都宮市「餃子像」

なお、貯金をする時にはお金を専用の貯金箱に入れた後、山田の「せーの」の合図で2回手を叩くのが恒例になっていた。そして山田が「○○さんありがとう」と言った後に音楽が流れ、その時点における貯金額が発表された。
番組は1996年3月15日放送分をもって3年間の放送に幕を閉じた。神奈川県横浜市にある放送ライブラリーには、番組初回の記録映像が保存されている。

## ナレーター
- 銀河万丈

## スタッフ
- ディレクター：柴田明廣、松坂一彦、新保文朗、細川芳彦、丑山彰、田辺昌邦、原島雅之、小池雅彦、園部雄一郎ほか
- プロデューサー：能登屋重男、藤橋豊、ローリ・バーバラ、福田真砂美、細工忠晴
- 制作協力：オン・エアー
- 製作著作：テレビ東京

## エンディングテーマ
- 真夏の愛YAIYAI! （Be-B）
- Reflection （田中友紀子）
- Keep On Dreaming （B.I.G）
- 愛が熱い夜（WOLF）
- ローリンストーんっぽくすごしたい（吉川美奈子）
- もう一度…（Jem Stone）